# Miguelista

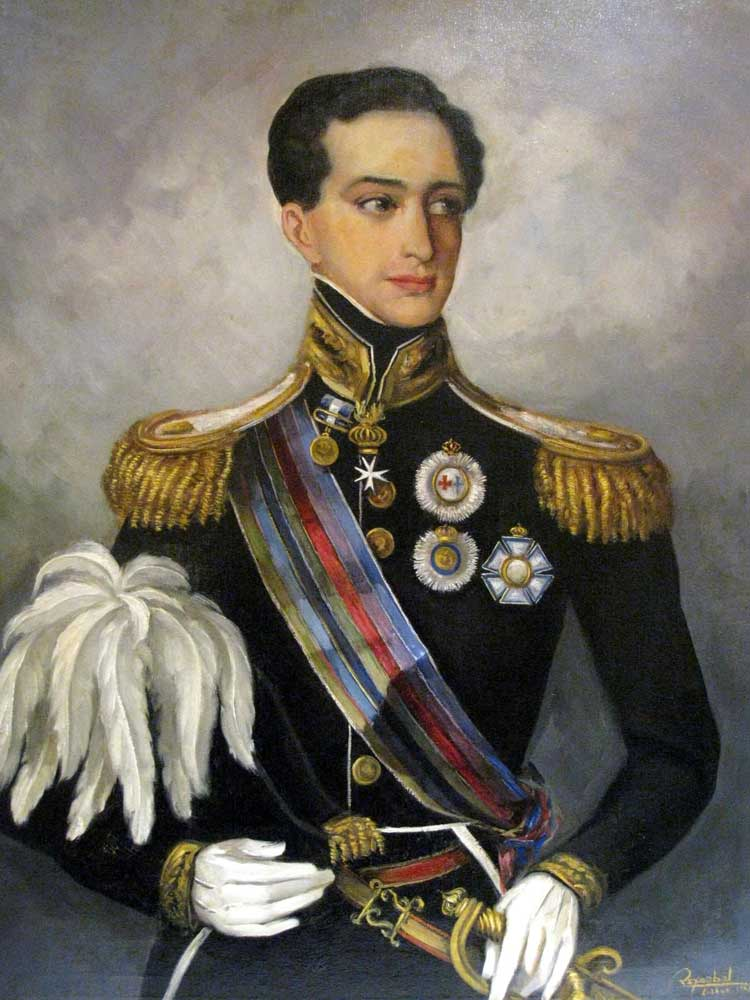
D. Miguel de Portugal

Miguelista é, na historiografia portuguesa, um apoiante do chamado Miguelismo, nomeadamente os que lutaram pela legitimidade permanente do Rei Miguel I de Portugal na linha de sucessão ao trono português e que vieram depois a fundar o Partido Legitimista e o Partido Realista que nele se integrou. Estes eram conservadores e portanto partidários duma monarquia tradicional, como forma de governo, em oposição à monarquia constitucional que era proposta pelos liberais portugueses seus opositores (então denominados "malhados").
Muito do seu pensamento, já a meados do século XX, em Portugal, foi proposto pelo movimento Integralismo Lusitano e pela Causa Monárquica.
Como forma de combater a Maçonaria, a aparente conspiradora aliada do pensamento liberal e ponto de reunião contra os ideais tradicionalistas, os Miguelistas fundaram igualmente uma organização secreta com a designação Ordem Equestre e Militar de São Miguel da Ala, mas, que pouco depois foi encerrada ao ser desautorizada por vontade do Papa. 
Em 2004, um pretendente do ramo Miguelista, Duarte Pio de Bragança, deslocou-se à sede do Grande Oriente Lusitano (GOL), da Maçonaria Portuguesa, no que constituiu a primeira visita de um descendente da extinta Casa de Bragança a esta instituição maçónica. O grão-mestre António Arnaut declarou publicamente que: "Não há hoje nenhum contencioso entre a Maçonaria e a Casa de Bragança" e acrescentou que a "reconciliação da Maçonaria Portuguesa com a Casa de Bragança" deu-se na ocasião dessa mesma visita de Duarte Pio. António Arnaut também recordou, por exemplo, que o próprio Francisco Correia de Herédia, 1.º Visconde da Ribeira Brava, trisavô de Isabel de Herédia, a esposa de Duarte Pio, integrou o fracassado movimento de 28 de Janeiro de 1908, quatro dias antes do Regicídio, que visava assassinar o rei D. Carlos I e alcançar o derrube da monarquia em Portugal. Muitos tradicionalistas enxergaram as atitudes de Duarte Pio como uma traição à dita causa legitimista.

## Exclusão do ramo Miguelista da sucessão dinástica
A 19 de dezembro de 1834, a rainha D. Maria II de Portugal promulgou uma carta de lei, conhecida como a Lei do Banimento, através da qual o seu tio D. Miguel, então já destituído do estatuto de realeza, e todos os seus descendentes, ficaram para sempre obrigados a viver fora do território português e sem quaisquer direitos de sucessão ao trono de Portugal.
Carta de Lei de 19 de Dezembro de 1834
«Dona Maria Segunda, por Graça de Deos, Rainha de Portugal, Algarves, e seus Dominios:
Fazemos saber a todos os Nossos Subditos que as Cortes Geraes e Extraordinarias Decretaram, e Nós Queremos a Lei seguinte:
Art.º 1.º O ex-Infante D. Miguel, e seus descendentes são excluídos para sempre do direito de suceder na Corôa dos Reinos de Portugal, Algarves, e seus Dominios.
Art.º 2.º O mesmo ex-Infante D. Miguel, e seus descendentes são banidos do territorio Portuguez, para em nenhum tempo poderem entrar nelle, nem gosar de quaesquer direitos civis, ou políticos: a conservação, ou acquisição de quaesquer bens fica-lhes sendo vedada, seja qual for o título, e a natureza dos mesmos: os patrimoniaes, e particulares do ex-Infante D. Miguel, de qualquer especie que sejam, ficam sujeitos ás regras geraes das indemnisações.»
Esta Lei do Banimento foi posteriormente reforçada com a promulgação da Constituição Monárquica de 1838, na qual o artigo 98 reiterava esse banimento perpétuo da sucessão do ramo Miguelista ao trono de Portugal.
Constituição Monárquica Portuguesa de 1838
«A linha colateral do ex-infante Dom Miguel e todos os seus descendentes estão perpetuamente excluídos da sucessão.»
Alguns dias após a implantação da República Portuguesa, foi promulgada a Lei da Proscrição (a 15 de outubro de 1910). Esta lei obrigou ao exílio de todos os ramos da Família Real Portuguesa. Através do poder constituinte originário a constituição portuguesa de 1911 revogou completamente a constituição anterior porém a Lei do Banimento veio apenas a ser revogada pela Assembleia Nacional Portuguesa a 27 de maio de 1950, permitindo o regresso a Portugal dos descendentes do já ex-infante D. Miguel, assim como os descendentes da Casa de Bragança-Saxe-Coburgo-Gota e da Casa de Loulé, foram gradualmente regressando ao território português.

## Pretendentes Miguelistas
| Pretendente | Pretendente                 | Nascimento                                                  | Início                 | Fim                    | Duração            | Morte                                                         |
| ----------- | --------------------------- | ----------------------------------------------------------- | ---------------------- | ---------------------- | ------------------ | ------------------------------------------------------------- |
|             | Miguel I de Portugal        | 26 de outubro de 1802 · Palácio de Queluz, Lisboa, Portugal | 26 de maio de 1834     | 14 de novembro de 1866 | 32 anos e 172 dias | 14 de novembro de 1866 · Wertheim, Alemanha · 64 anos         |
|             | Miguel Januário de Bragança | 19 de setembro de 1853 · Kleinheubach, Alemanha             | 14 de novembro de 1866 | 31 de julho de 1920    | 53 anos e 260 dias | 11 de outubro de 1927 · Seebenstein, Áustria · 74 anos        |
|             | Duarte Nuno de Bragança     | 23 de setembro de 1907 · Seebenstein, Áustria               | 31 de julho de 1920    | 23 de dezembro de 1976 | 56 anos e 145 dias | 23 de dezembro de 1976 · Ferragudo, Lagoa, Portugal · 69 anos |
|             | Duarte Pio de Bragança      | 15 de maio de 1945 · Berna, Suíça                           | 23 de dezembro de 1976 | presente               | 48 anos e 87 dias  |                                                               |

## Outros movimentos legitimistas
Outras facções monárquicas tradicionalistas e contrarrevolucionárias europeias, que se tornaram opositoras aos regimes dos seus respectivos países, após terem sido derrubadas por conflito político armado, nomeadamente, por via de guerra civil:
- Carlismo
- Legitimismo francês
- Jacobitismo
- Partidos Legitimistas